# NFYB
La subunidad beta del factor de transcripción nuclear Y (NFYB) es una proteína codificada en humanos por el gen nfyb.
La proteína NFYB es una subunidad de un complejo trimérico, que forma un factor de transcripción altamente conservado, el cual une con una elevada especificidad los motivos CCAAT en las regiones promotoras de diversos genes. Esta subunidad B forma un fuerte dímero con la subunidad C, siendo requisito indispensable para la posterior asociación con la subunidad A. El trímero resultante se une al ADN con una alta especificidad y afinidad. Las subunidades B y C contienen motivos semejantes a histonas. La observación de la naturaleza histónica de estas subunidades es apoyada por dos evidencias: alineamiento de secuencias de aminoácidos y experimentos con mutantes.

## Interacciones
La proteína NFYB ha demostrado ser capaz de interaccionar con:
- CEBPZ[4][5]
- CNTN2[6]
- Proteína de unión a TATA[7]
- Myc[8]